# Jacques Clément

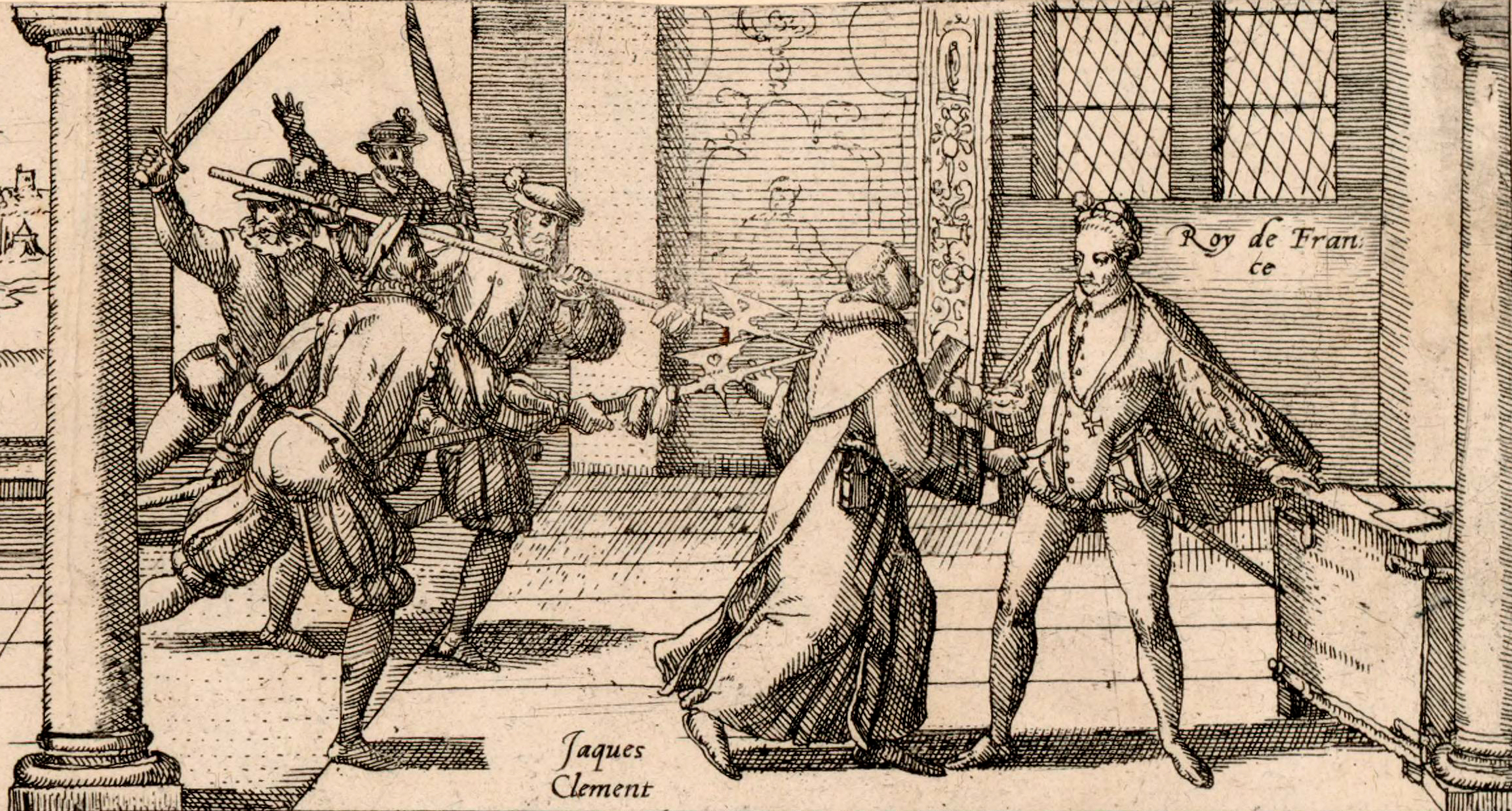
El frare Clément atacant el rei Enric III de França

Jacques Clément OP (1567, Serbonnes - 1 d'agost de 1589, Saint-Cloud) fou un frare dominic francès, responsable de l'assassinat d'Enric III de França.

## Vida
Durant les Guerres de religió a França, Clément destacà per la seva extremista defensa del partit catòlic de la Santa Lliga de París. Després de l'assassinat del duc de Guisa, fundador de la Lliga, els lliguistes de tot el país cercaren acabar amb el rei Enric III de França. Durant els preparatius d'aquest atac al castell de Château de Saint-Cloud, Clément aconseguí apunyalar-lo amb l'excusa de fer-li arribar un missatge personal, i el rei francès només pogué dir abans de morir:
| « | Méchant moine, tu m'as tué! (Maleït monjo, m'has matat!) | » |

Els crits del rei alertaren els seus guàrdies armats, que mataren Clément, el qual, un cop mort, l'esquarteraren i el cremaren. L'acció de Clément rebé el suport a Europa dels partidaris catòlics.
S'han conservat els documents del procés en què es jutjà el cadàver de Clément (Collection des meilleurs dissertations, volum XVIII). Cridaren nou testimonis a declarar, i tots declararen sota jurament que Jacques Clément havia apunyalat el rei, i que llavors els guàrdies reials i els cortesans se li havien llançat al damunt, matant-lo poc després. Es llegí la sentència en nom d'Enric IV, successor del monarca assassinat, que establia el següent: «Sa Majestat, desp´res d'escoltar la recomanació del Consell Judicial, ordenà que el cadàver del mencionat Clément sigui esquarterat, lligat a quatre cavalls als quatre membres, i després cremat, i les cendres llançades al riu, per destruir tot rastre del seu record. Fet a Saint Cloud el 2 d'agost de 1589. Signat: Enric».